# Важка атлетика на літніх Олімпійських іграх 1988
Змагання з важкої атлетики на літніх Олімпійських іграх 1988 тривали з 18 до 29 вересня в Олімпійській важкоатлетичній залі. Змагалися тільки чоловіки. Розіграно 10 комплектів нагород.

## Медальний залік
| Дисципліни   | Золото                        | Срібло                                | Бронза                                |
| ------------ | ----------------------------- | ------------------------------------- | ------------------------------------- |
| До 52 кг     | Севдалин Маринов · Болгарія   | Чон Бьон Гван · Південна Корея        | Хе Чжоцян · Китай                     |
| До 56 кг     | Оксен Мірзоян · СРСР 1        | Хе Їнцян · Китай                      | Лю Шоубінь · Китай                    |
| До 60 кг     | Наїм Сулейманоглу · Туреччина | Стефан Топуров · Болгарія             | Є Хуаньмін · Китай                    |
| До 67,5 кг   | Йоахім Кунц · НДР 2           | Ісраел Мілітосян · СРСР               | Лі Цзинхе · Китай                     |
| До 75 кг     | Борислав Гидиков · Болгарія   | Інґо Штайнгефель · НДР                | Александар Варданов · Болгарія        |
| До 82,5 кг   | Ісраїл Арсамаков · СРСР       | Іштван Мессі · Угорщина               | Лі Хьон Ґун · Південна Корея          |
| До 90 кг     | Анатолій Храпатий · СРСР      | Наїль Мухамедьяров · СРСР             | Славомір Завада · Польща              |
| До 100 кг    | Павло Кузнецов · СРСР         | Ніку Влад · Румунія 3                 | Петер Іммесберґер · Західна Німеччина |
| До 110 кг    | Юрій Захаревич · СРСР         | Йожеф Ячо · Угорщина                  | Ронні Веллер · НДР                    |
| Понад 110 кг | Олександр Курлович · СРСР     | Манфред Нерлінґер · Західна Німеччина | Мартін Цавія · Західна Німеччина      |

1 Початково золоту медаль здобув болгарин Митко Граблев, однак його дискваліфікували через виявлений фуросемід.

2 Початково золоту медаль здобув болгарин Ангел Генчев, однак його дискваліфікували через виявлений фуросемід.

3 Початково срібну медаль здобув угорець Андор Саньї, однак його дискваліфікували через виявлений станозолол.

## Таблиця медалей
| Місце                | Країна               | Золото | Срібло | Бронза | Загалом |
| -------------------- | -------------------- | ------ | ------ | ------ | ------- |
| 1                    | СРСР (URS)           | 6      | 2      | 0      | 8       |
| 2                    | Болгарія (BUL)       | 2      | 1      | 1      | 4       |
| 3                    | НДР (GDR)            | 1      | 1      | 1      | 3       |
| 4                    | Туреччина (TUR)      | 1      | 0      | 0      | 1       |
| 5                    | Угорщина (HUN)       | 0      | 2      | 0      | 2       |
| 6                    | Китай (CHN)          | 0      | 1      | 4      | 5       |
| 7                    | ФРН (FRG)            | 0      | 1      | 2      | 3       |
| 8                    | Південна Корея (KOR) | 0      | 1      | 1      | 2       |
| 9                    | Румунія (ROU)        | 0      | 1      | 0      | 1       |
| 10                   | Польща (POL)         | 0      | 0      | 1      | 1       |
| Загалом (10 збірних) | Загалом (10 збірних) | 10     | 10     | 10     | 30      |